# Helops (Kentaur)

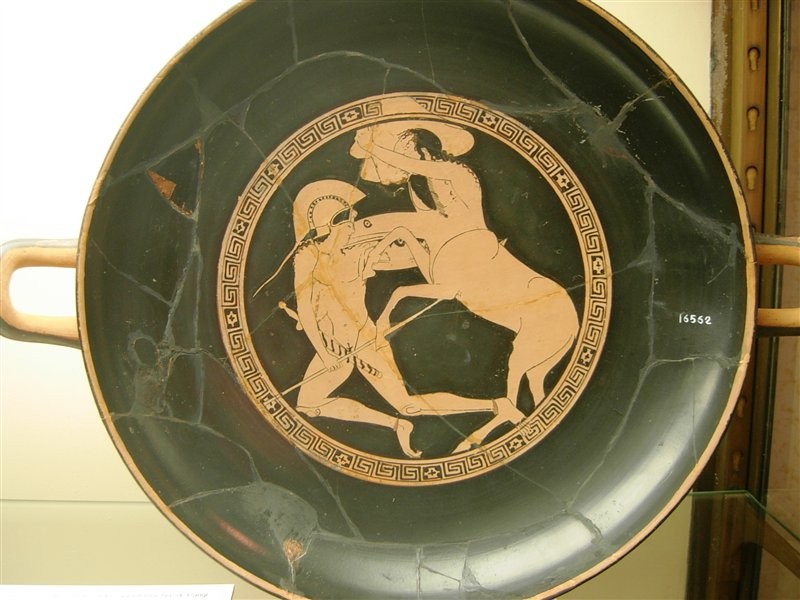
Kylix, 5. Jahrhundert v. Chr., Speerkämpfer versus Kentaur

Helops ist ein Kentaur der griechischen Mythologie. Er wird in der Kentauromachie auf der Hochzeit des Lapithen Peirithoos von diesem getötet. Einzige Quelle sind Ovids Metamorphosen.

## Name
Er kommt vom griechischen Ἕλωψ, Hélōps. In vielen Kentaurennamen ist „eine deutliche Anspielung auf den Wohnsitz ... in Gebirgen zu erkennen“, andere lassen sich auf „bestimmte Örtlichkeiten“ beziehen, also auf ein Gebiet oder einen Volksstamm, so auch hier.
Roscher verortet den Namen „entweder auf das Gebiet der eubötischen Έλλοπiεῖσ (Ellopieís, Ellópier) oder auf die von Stephanus Byzantinus erwähnte Stadt der Doloper am Pindos.“ Gemeint ist zum einen die Insel Euböa, die früher ganz oder teilweise Ellopia hieß, zum anderen die dolopische Siedlung Ellopia in Thrakien. Dazu gibt es einen Helden, den Eponymus Ἔλλοψ, Éllops, „nach welchem Ellopia benannt sein soll.“ In beiden Regionen befinden sich große und hohe Gebirgszüge, in denen Kentauren traditionell hausen, so dass Ovid hier möglicherweise zugegriffen hat, um den mit einem Spiritus asper ausgestatteten, dafür um ein „l“ gekürzten (H)el(l)ops in die Kentauromachie aufzunehmen.

## Mythos
Ovid lässt Nestor vor Troja die Kentaurenschlacht erzählen, war er doch selbst dabei: Peirithoos, der Bräutigam, habe in den Kampf eingegriffen, zuerst den Petraios, dann den Lykos und Chromis getötet, um sich schließlich zwei weitere Kentauren vorzunehmen, zuerst den Helops:
„Aber die beiden (Lykos und Chromis) schafften geringeren Ruhm dem Sieger als Dictys und Helops. Helops sank von dem Spieß (des Peirithoos), der Bahn sich brach durch die Schläfe und von dem rechten durchdrang, gebohrt zu dem linken der Ohren.“ Danach bedrängt Peirithoos den Dictys und schließt seine Siegesserie ab.
Peirithoos ist im Kampfrausch, der unbewaffnete Helops hat keine Chance, die Lanze durchbohrt seinen Kopf. Ovid fügt damit – variatio delectat – eine weitere Todesart im variantenreichen Gemetzel der Kentauromachie hinzu. Der „elegante“ Kopftreffer hebt Helops aus der Herde heraus und verschafft dem treffsicheren Helden mehr Ruhm (titulum) als der zuvor erlegte Lykos und Chromis, die nur namentlich aufgeführt werden.
Eine Käfergattung trägt den Namen Helops.